# АЭС Бюже
АЭС Бюже (фр. Centrale nucléaire du Bugey) — действующая атомная электростанция на юго-востоке Франции в регионе Овернь — Рона — Альпы. 
АЭС расположена берегу реки Рона на территории коммуны Сен-Вюльба в департаменте Эн в 46 км на восток от Лиона.
На станции имеется 4 действующих энергоблока с реакторами с водой под давлением (PWR) модели СР0 (два энергоблока мощностью по 945 МВт запущены в 1978 году, два других блока с мощностью по 917 МВт запущены в 1979 году). Также имеется один остановленный блок с газоохлаждаемым реактором UNGG (остановлен в 1994 году).
На энергоблоках №2 и №3 используется прямоточное охлаждение водой реки Рона, на энергоблоках №4 и №5 для охлаждения применяются градирни.
Планируется строительство двух современных реакторов типа EPR на АЭС, что позволит увеличить выработку электроэнергии на 30 % в ближайшие 7 лет.

## Энергоблоки
| Энергоблок | Тип реакторов | Мощность | Мощность | Начало строительства | Физпуск    | Подключение к сети | Ввод в эксплуатацию | Закрытие   |
| Энергоблок | Тип реакторов | Чистый   | Брутто   | Начало строительства | Физпуск    | Подключение к сети | Ввод в эксплуатацию | Закрытие   |
| ---------- | ------------- | -------- | -------- | -------------------- | ---------- | ------------------ | ------------------- | ---------- |
| Бюже-1     | GCR, UNGG     | 540 МВт  | 555 МВт  | 01.12.1965           | 21.03.1972 | 15.04.1972         | 01.07.1972          | 27.05.1994 |
| Бюже-2     | PWR, CP0      | 910 МВт  | 945 МВт  | 01.11.1972           | 20.04.1978 | 10.05.1978         | 01.03.1979          | —          |
| Бюже-3     | PWR, CP0      | 910 МВт  | 945 МВт  | 01.09.1973           | 31.08.1978 | 21.09.1978         | 01.03.1979          | —          |
| Бюже-4     | PWR, CP0      | 880 МВт  | 917 МВт  | 01.06.1974           | 17.02.1979 | 08.03.1979         | 01.07.1979          | —          |
| Бюже-5     | PWR, CP0      | 880 МВт  | 917 МВт  | 01.07.1974           | 15.07.1979 | 31.07.1979         | 03.01.1980          | —          |